# Championnat de Bolivie de football 1985
Navigation
Saison précédente Saison suivante
La saison 1985 du Championnat de Bolivie de football est la onzième édition du championnat de première division en Bolivie. Le championnat se dispute en trois phases :
- les quinze équipes jouent les unes contre les autres deux fois, à domicile et à l'extérieur, au sein d'une poule unique. Les huit premiers se qualifient pour la deuxième phase. Trois clubs sont relégués et remplacés par les trois meilleurs clubs de deuxième division.
- lors de la deuxième phase, les huit clubs sont répartis en deux groupes, où chaque équipe joue à nouveau deux fois contre leurs adversaires.  Les deux premiers de chaque groupe obtiennent leur billet pour la troisième phase.
- la phase finale est jouée sous forme de coupe, avec demi-finales et finales jouées en matchs aller et retour.

C'est le club de Bolivar La Paz qui remporte la compétition après avoir battu en finale nationale le Real Santa Cruz. C'est le quatrième titre de champion de l'histoire du club, le troisième en quatre saisons.

## Qualifications continentales
Le champion se qualifie pour la phase de groupes de la Copa Libertadores 1986, tout comme le club classé en tête à l'issue de la première phase.

## Les clubs participants
| - Jorge Wilstermann Cochabamba - Deportivo Municipal La Paz - Aurora Cochabamba - San José Oruro - Oriente Petrolero - Bolivar La Paz - Real Santa Cruz - Destroyers Santa Cruz - Promu de Primera B | - Ciclón Tarija - Promu de Primera B - Club Chaco Petrolero - Wilstermann Cooperativas Potosi - Promu de Primera B - Club Blooming - The Strongest La Paz - Petrolero Cochabamba - Magisterio Sucre |

## Compétition

### Première phase
Le barème utilisé pour établir le classement est le suivant :
- Victoire : 2 points
- Match nul : 1 point
- Défaite : 0 point

| Rang | Équipe                           | Pts | J  | G  | N  | P  | Bp | Bc | Diff |
| ---- | -------------------------------- | --- | -- | -- | -- | -- | -- | -- | ---- |
| 1    | Jorge Wilstermann Cochabamba     | 43  | 28 | 20 | 3  | 5  | 57 | 17 | +40  |
| 2    | The Strongest La Paz             | 41  | 28 | 19 | 3  | 6  | 70 | 37 | +33  |
| 3    | Destroyers Santa CruzP           | 37  | 28 | 15 | 7  | 6  | 43 | 20 | +23  |
| 4    | Real Santa Cruz                  | 35  | 28 | 13 | 9  | 6  | 55 | 33 | +22  |
| 5    | Oriente Petrolero                | 34  | 28 | 15 | 4  | 9  | 69 | 29 | +40  |
| 6    | Club BloomingT                   | 31  | 28 | 12 | 7  | 9  | 59 | 43 | +16  |
| 7    | Bolivar La Paz                   | 30  | 28 | 12 | 6  | 10 | 56 | 30 | +26  |
| 8    | Petrolero Cochabamba             | 29  | 28 | 13 | 3  | 12 | 44 | 41 | +3   |
| 9    | Aurora Cochabamba                | 29  | 28 | 11 | 7  | 10 | 52 | 52 | 0    |
| 10   | Club Chaco Petrolero             | 25  | 28 | 9  | 7  | 12 | 37 | 46 | -9   |
| 11   | San José Oruro                   | 20  | 28 | 5  | 10 | 13 | 24 | 55 | -31  |
| 12   | Wilstermann Cooperativas PotosiP | 20  | 28 | 7  | 6  | 15 | 28 | 55 | -27  |
| 13   | Ciclón TarjaP                    | 19  | 28 | 4  | 11 | 13 | 27 | 54 | -27  |
| 14   | Deportivo Municipal La Paz       | 15  | 28 | 6  | 3  | 19 | 22 | 76 | -54  |
| 15   | Magisterio Sucre                 | 12  | 28 | 3  | 6  | 19 | 17 | 72 | -55  |

|  | Qualification pour la Copa Libertadores 1986 et la deuxième phase |
|  | Qualification pour la deuxième phase                              |
|  | Relégation directe en deuxième division                           |
|  | T: Tenant du titre P: Promu de Primera B                          |

- Les critères de relégation ne sont pas précisés.

### Deuxième phase
| Rang | Équipe                       | Pts | J | G | N | P | Bp | Bc | Diff |
| ---- | ---------------------------- | --- | - | - | - | - | -- | -- | ---- |
| 1    | Real Santa Cruz              | 9   | 6 | 4 | 1 | 1 | 12 | 5  | +7   |
| 2    | Bolivar La Paz               | 9   | 6 | 4 | 1 | 1 | 13 | 10 | +3   |
| 3    | Jorge Wilstermann Cochabamba | 3   | 6 | 0 | 3 | 3 | 4  | 8  | -4   |
| 4    | Oriente Petrolero            | 3   | 6 | 1 | 1 | 4 | 5  | 11 | -6   |

| Rang | Équipe                | Pts | J | G | N | P | Bp | Bc | Diff |
| ---- | --------------------- | --- | - | - | - | - | -- | -- | ---- |
| 1    | Petrolero Cochambamba | 7   | 6 | 3 | 1 | 2 | 11 | 6  | +5   |
| 2    | The Strongest La Paz  | 7   | 6 | 2 | 3 | 1 | 9  | 7  | +2   |
| 3    | Club Blooming         | 5   | 6 | 1 | 3 | 2 | 7  | 8  | -1   |
| 4    | Destroyers Santa Cruz | 5   | 6 | 2 | 1 | 3 | 6  | 12 | -6   |

### Phase finale
Demi-finales :
| Équipe 1             | Résultat | Équipe 2             | Aller | Retour |
| -------------------- | -------- | -------------------- | ----- | ------ |
| Petrolero Cochabamba | 2 - 5    | Bolivar La Paz       | 2 - 1 | 0 - 4  |
| Real Santa Cruz      | 4 - 5    | The Strongest La Paz | 2 - 1 | 2 - 4  |

Finale :
| Équipe 1       | Résultat | Équipe 2        | Aller | Retour | Appui         |
| -------------- | -------- | --------------- | ----- | ------ | ------------- |
| Bolivar La Paz | 7 - 4    | Real Santa Cruz | 6 - 1 | 1 - 3  | 0 - 0 5-4 tab |

## Bilan de la saison
| Championnat de Bolivie de football 1985 |                                 |
| Champion                                | Bolivar La Paz (4e titre)       |
| Qualifications continentales            |                                 |
| Copa Libertadores 1986                  | Bolivar La Paz                  |
| Copa Libertadores 1986                  | Jorge Wilstermann Cochabamba    |
| Promotions et relégations               |                                 |
| Promus en Primera A                     | Universitario de Sucre          |
| Promus en Primera A                     | Club Bamin Real Potosí          |
| Promus en Primera A                     | Litoral La Paz                  |
| Relégués en Primera B                   | Wilstermann Cooperativas Potosi |
| Relégués en Primera B                   | Deportivo Municipal La Paz      |
| Relégués en Primera B                   | Magisterio Sucre                |